# 馬里亞納
馬里亞納是巴西米纳斯吉拉斯州的一个市镇。总面积1193.293平方公里，总人口53989人，人口密度45.2人/平方公里。